# Макензи Скот
Макензи Скот (рођена Тутл, раније Безос; 7. април 1970) је амерички романописац и филантроп. Од децембра 2022. године, има нето вредност од 27 милијарди долара, захваљујући 4% удела у Амазону, компанији коју је основао њен бивши супруг Џеф Безос. Скот је трећа најбогатија жена у Сједињеним Америчким Државама и 47. најбогатија особа на свету. Скот је Форбс прогласио најмоћнијом женом на свету 2021. године и једном од 100 најутицајнијих људи по Тиме-у 2020. године.
Скот је 2006. године освојила америчку награду за књигу, за свој дебитантски роман из 2005. године, The Testing of Luther Albright. Њен други роман, Замке, објављен је 2013. године. Била је извршни директор Bystander Revolution, организације за борбу против насиља, откако ју је основала 2014. године. Посвећена да барем половину свог богатства да у добротворне сврхе, као потписница обећања давања, Скот је зарадила 5,8 милијарди америчких долара у добротворним поклонима 2020. године, што је једна од највећих годишњих дистрибуција приватног лица радним добротворним организацијама. Донирала је додатних 2,7 милијарди долара 2021. године. Од средине децембра 2022. године, Макензи Скот је донирала укупно 14 милијарди долара, за преко 1600 добротворних организација.

## Рани живот и образовање
Мекензи Скот Татл је рођена 7. априла 1970. године у Сан Франциску, Калифорнија, од родитеља Холидеј Робин (рођена Каминг), домаћице, и Џејсона Бејкера Татла, финансијског планера. Има два брата. Име је добила по свом деди по мајци, Г. Скоту Камингу, који је радио као извршни и генерални саветник у компанији Ел Пасо Натурал Гас. Сећа се да је озбиљно писала са шест година, када је написала „Књишки црв”, књигу од 142 странице, која је уништена у поплави.
Године 1988. дипломирала је у школи Хочкис, у Лејквилу, Конектикат. Године 1992. Макензи Скот је дипломирала енглески језик на Универзитету Принстон, где је студирала код нобеловкиње Тони Морисона, који је описао Макензи Скот као „једног од најбољих студената које сам икада имала на часовима креативног писања“.

## Каријера
Након што је дипломирала, Макензи Скот је радила као истраживачки асистент Тони Морисон, за роман „Џез” из 1992. године. Такође је радила на административној улози за хеџ-фонд Д. Е. Шо у Њујорку, где је упознала Џефа Безоса.

### Амазон
Скот и Безос су се венчали 1993. године, а 1994. напустили су Д. Е. Шоа, преселили се у Сијетл и основали Амазон. Скот је била један од првих запослених у Амазону и била је у великој мери укључена у ране дане Амазона, радећи на имену компаније, пословном плану, рачунима и испоруци раних поруџбина. Она је такође преговарала о првом уговору компаније о транспорту терета. После 1996. године, Скот је преузела мање ангажовану улогу у послу, радије се фокусирајући на своју породицу и књижевну каријеру.

### Књижевна каријера
Скот је 2005. године написала свој дебитантски роман, „Тестирање Лутера Олбрајта”, за који је добила америчку награду за књигу 2006. године. Рекла је да јој је требало десет година да је напише, док је помагала Безосу да изгради Амазон, рађајући троје деце, и подижући их. Тони Морисон, њена бивша професорка, оценила је књигу као „реткост: софистицирани роман који ломи и надима срце“. Њен други роман, „Замке”, објављен је 2013. године. Према НПД БукСкен-у, продаја њених књига била је скромна.

## Лични живот
Скот је била у браку са Џефом Безосом. Упознала га је док је радила као административни асистент у Д.Е. Шо 1992. године. Након три месеца забављања, венчали су се и преселили са Менхетна у Сијетл, Вашингтон, 1994. године. Имају четворо деце: три сина и усвојену ћерку из Кине.
Њихов развод имовине у заједници 2019. године оставио је Макензи Скот 35,6 милијарди долара у акцијама Амазона, док је њен бивши муж задржао 75% акција Амазона. Постала је трећа најбогатија жена на свету и једна од најбогатијих људи у априлу 2019. године. У јулу 2020. године, Скот је Форбс рангирао као 22. најбогатију особу на свету, са нето вредношћу процењеном на 36 милијарди долара. До септембра 2020. године, Скот је проглашена за најбогатију жену на свету, а до децембра 2020. године, њена нето вредност је процењена на 62 милијарде долара.
Након развода од Џефа Безоса, Мекензи Безос је променила име у Мекензи Скот, са презименом изведеном из њеног средњег имена.
Скот се 2021. године удала за професора науке из средње школе у Сијетлу Деном Џуитом. Брак је откривен 6. марта 2021. године. Поднела је захтев за развод у септембру 2022. године, а развод је окончан у јануару 2023. године.

## Филантропија
У мају 2019. године, Скот је потписала Giving Pledge, кампању добротворног давања у којој се обавезала да ће већину свог богатства дати у добротворне сврхе током свог живота или у свом тестаменту. Упркос свом називу, није правно обавезујућа.
У посту за Медиум из јула 2020. године,  Скот је објавила да је донирала 1,7 милијарди долара за 116 непрофитних организација, са фокусом на расну једнакост, ЛГБТ+ једнакост, демократију и климатске промене. Њени поклони институцијама које служе хиспаноамериканцима, племенским колеџима и универзитетима и другим колеџима премашују 800 милиона долара. У децембру 2020. године, мање од шест месеци касније, Скот је изјавила да је донирала додатних 4,15 милијарди долара у претходна четири месеца за 384 организације, са фокусом на пружање подршке људима погођеним економским утицајем пандемије Ковид 19 и решавање проблема дугорочне системске неједнакости. Она је рекла да је после јула желела да њен саветодавни тим брже поклања њено богатство, док су се Сједињене Америчке Државе бориле са невиђеним утицајем Ковида, а богатство милијардера је наставило да расте. Фокус њеног тима био је на „идентификовању организација са јаким лидерским тимовима и резултатима, са посебном пажњом на оне које делују у заједницама које се суочавају са високом пројектованом несигурношћу хране, високим мерама расне неједнакости, високим локалним стопама сиромаштва и ниским приступом филантропском капиталу“. Добротворна давања за 2020. годину, износила су 5,8 милијарди долара, што је једна од највећих годишњих дистрибуција приватног лица радним добротворним организацијама.
Скот је 15. јуна 2021.године најавила још 2,7 милијарди долара за донацију, за 286 организација. Форбс је известио да је Скот донирала 8,5 милијарди долара за 780 организација у једној години (од јула 2020. године, до јула 2021. године). У јуну 2021. године, Макензи Скот и Мелинда Гејтс покренуле су Equality Can't Wait Challenge, такмичење за промовисање родне равноправности и проширење моћи и утицаја жена у Сједињеним Америчким Државама до 2030. године. Четири победника су добила по 10 милиона долара, а додатних 8 милиона долара подељено је између два финалиста. У фебруару 2022. године, девет организација је објавило поклоне од Макензи Скот у укупном износу од 264,5 милиона долара. 23. марта 2022. године, најављено је још поклона укључујући 436 милиона долара за Хабитат за човечанство и 275 милиона долара за Планирано родитељство. У мају 2022. године, фондација The Big Brothers Big Sisters је пријавила донацију од 122,6 милиона долара од Макензи Скот. Скот је такође дала донације организацијама у Кенији, Индији, Бразилу, Микронезији и Латинској Америци. У априлу 2022. године, The New York Times је известио да су њене донације из 2019. године премашиле 12 милијарди долара. У септембру 2022. године, Скот је донирала своје две куће на Беверли Хилсу — укупне вредности 55 милиона долара — Калифорнијској фондацији заједнице (ЦЦФ), која даје грантове непрофитним организацијама са мисијама у Лос Анђелесу. Организација намерава да прода обе куће и употреби 90% зараде за финансирање иницијатива за приступачно становање, а осталих 10% за програм интеграције имиграната. У октобру 2022. године, Скот је донирала 84,5 милиона долара извиђачима САД-а и њихових 29 локалних савета, што чини највећу донацију појединца у историји организације. Од новембра 2022. године, Скот је донирала скоро 14 милијарди долара за 1500 организација. У марту 2023. године, Скот је објавила „отворени позив“ за непрофитне организације усмерене на заједницу које Скот може да финансира. Скот планира да неограничено донира милион долара за 250 непрофитних организација одабраних у том процесу.
Значајан део ових нежељених, неограничених поклона отишао је организацијама које раде на великим променама у подршци домаћем развоју у раном детињству. The Chronicle of Philanthropy је известио о великим поклонима Институту Ериксон (8 милиона долара за унапређење обуке за заступање лидера политике у раном детињству), родитељима као наставницима (7 милиона долара за проширење добровољних посета кући), сарадњи за финансирање раног детињства (3 милиона долара које ће бити враћено на организације које се залажу за реформу бриге о деци), и Алијанси за рани успех (10 милиона долара за унапређење изградње коалиција у јавном заговарању политике у раном детињству). Многи од ових поклона имају јасну компоненту расне једнакости. Грант Алијансе за рани успех ће, на пример, финансирати нову „Иницијативу за равноправну снагу“, која ће се фокусирати на подизање моћи маргинализованих гласова у заговарању политике у раном детињству.
Форбес је известио да је „неограничена и на крају више поверљива природа филантропије Макензи Скот изузетак, а не норма у њиховом свету.“ The New York Times је приметио да је „госпођа Скот окренула традиционалну филантропију на главу... Исплаћујући свој новац брзо и без много буке, госпођа Скот је померила фокус са даваоца, на непрофитне организације, док покушава да помогне.“ Скот је изјавила да верује да је стављање „тимовима са искуством на првим линијама изазова“ продуктивно јер ће они „најбоље знати како да новац добро искористе." Према извештају Центра за ефикасну филантропију, нешто више од половине од 277 анкетираних непрофитних организација изјавило је да је њен грант олакшао прикупљање средстава , при чему неки кажу да су у могућности да га искористе као полугу код других донатора, а велики поклон је „омогућио организацијама да фокусирају средства тамо где су им била најпотребнија да остваре своју мисију.“ У децембру 2021. годиен, Скот се суочила са негативном реакцијом, када је изјавила да неће открити колико је новца донирала, нити коме. Касније је најавила да ће њен тим направити веб страницу на којој ће делити детаље о њеној филантропији. У децембру 2022. године, поставила је везу до своје базе података донација.

### Yield giving
У децембру 2022. године, Скот је објавила базу података са својим поклонима на веб локацији под називом Yield giving. Према њеном веб-сајту, „Принос је назван по веровању у додавање вредности одустајањем од контроле“. Од јуна 2023. године, Yield giving је „донирао“ више од 14 милијарди долара за преко 1.600 непрофитних организација.